# Gustavo Borges (auteur)
Pour les articles homonymes, voir Gustavo Borges et Borges.
Gustavo Borges est un auteur de bandes dessinées brésilien, auteur de la webcomics A Entediante Vida de Morte Crens et Edgar. 

## Biographie
Gustavo a également participé à des collections telles que Memórias do Mauricio et 321 Fast Comics, en plus de publier des romans graphiques tels que Pétalas (avec Cris Peter, publié par Marsupial Editora) et Escolhas (avec Felipe Cagno, publié par Geektopia),,,,. En 2015, Gustavo a remporté le Troféu HQ Mix dans la catégorie « Meilleure publication indépendante » pour la première collection de bandes Edgar, publiée indépendamment l'année précédente. 
Gustavo a publié Pétalas au Portugal, en Pologne et États-Unis (publié par Boom! Studios), et en 2018 en France, traduit sous le titre Pétales,.
Il a participé à Amazing World of Gumball 2017 Grab Bag #1,,.

## Publications traduites en français
- Pétales[8],[9] ((pt) Pétalas), scénario et dessin Gustavo Borges, couleur Cris Peter, Kramiek, 2018